# Avenue des Linottes
L'avenue des Linottes (en néerlandais : Vlasvinkenlaan) est une avenue bruxelloise de la commune d'Auderghem, qui relie l'avenue des Citrinelles à l'avenue des Traquets et à Woluwe-Saint-Pierre sur une longueur de 63 mètres.

## Historique et description
L'avenue est proche du Den vogel sanc (Le chant d'Oiseaux) qui apparaît déjà sur la carte dessinée par J. Van Werden, en 1659.  
En 1925, la société Les Villas du Vogelzang commence à construire ce quartier entre la chaussée de Wavre et le parc de Woluwe, sur territoire de Woluwe-Saint-Pierre. 
- Le 4 décembre 1931, la Société Coopérative Les Villas du Vogelzang demande au collège de nommer cette rue.
- Le 30 décembre 1934, le collège approuve la création de cette avenue sans tracer de parcours exact.
- Le 29 novembre 1935, il est décidé de réserver le nom de Linottes au tracé de la rue actuelle.